# Demos Shakarian
Demos Shakarian (armenisch Դեմոս Շաքարյան; * 21. Juli 1913; † 19. Juli 1993) war ein christlicher Geschäftsmann mit armenischen Vorfahren und ist Gründer des Full Gospel Business Men’s Fellowship International (FGBMFI; Christen im Beruf).

## Leben
Demos wurde nach seinem Großvater benannt, der 1905 aufgrund einer Prophezeiung des russischen Propheten Efim Gerasemovitch Klubniken von Armenien in die USA auswanderte. Dieser sagte 1855 voraus, dass eine unaussprechliche Tragödie bald über Armenien hereinbrechen würde. Eine große Gruppe pfingstlerisch-christlicher Armenier siedelte so Jahre vor dem Völkermord im Jahre 1914, bei dem über eineinhalb Millionen Armenier zu Tode kamen, nach Los Angeles über.
In den Vereinigten Staaten von Amerika arbeitete die Familie hart und kam zu Wohlstand. Demos' (Junior) Milchviehherde wurde die weltweit größte der damaligen Zeit. Er gebrauchte sein Organisationstalent um evangelistische Veranstaltungen zu unterstützen und gründete eine Gebetsgruppe, aus der sich später die Full Gospel Business Men’s Fellowship International entwickelte. Er war eng mit dem pfingstlerischen Heilungsevangelisten Charles Sydney Price befreundet und förderte mit seiner Organisation Geistheiler wie William Branham.

## Bedeutung
Shakarian gründete 1951 von Los Angeles aus die Full Gospel Business Men's Fellowship International (FGBMFI). Der deutsche Ableger wurde 1958 gegründet. Mitbeteiligt an dieser Gründung war die 1957 fast zeitgleich in Deutschland und in der Schweiz entstandene Internationale Vereinigung christlicher Geschäftsleute (IVCG), deren Namen der deutsche Zweig zunächst übernahm. Ab 1965 war die Bezeichnung Geschäftsleute des vollen Evangeliums. Heute lautet sie Christen im Beruf.
Die Internationale Vereinigung christlicher Geschäftsleute besteht aus Gruppen (genannt „Chapter“) in 132 Ländern. Ihr Hausmagazin Voice Magazine hat eine Auflage von 800.000 und ihre Fernsehprogramme werden wöchentlich von mehr als vier Millionen Menschen gesehen.
Sein Sohn Richard Shakarian ist internationaler Präsident der FGBMFI.